# Tommy Jones
Thomas Edwin Jones, più conosciuto con il diminutivo Tommy Jones (Liverpool, 11 aprile 1930 – 5 giugno 2010) è stato un calciatore inglese, di ruolo difensore.

## Caratteristiche tecniche
Era un difensore centrale.

## Carriera
Jones inizia a giocare nelle giovanili dell'Everton, con cui nel 1948 firma il suo primo contratto professionistico; l'esordio vero e proprio in prima squadra avviene tuttavia solamente all'inizio della stagione 1950-1951: per le successive 11 stagioni Jones gioca stabilmente da titolare nella retroguardia delle Toffees, principalmente come difensore centrale. Dopo una prima stagione in prima divisione e 3 stagioni (dal 1951 al 1954) in seconda divisione, dal 1954 al 1961 (anno in cui nonostante i soli 31 anni di età si ritira a causa di un grave infortunio) gioca ininterrottamente in prima divisione, per un totale di 383 presenze e 14 reti in partite di campionato con la maglia dell'Everton e, più in generale, di 411 presenze e 14 reti con il club (l'unico in cui abbia mai giocato in carriera) fra tutte le competizioni ufficiali.